# Endoxa
Endoxa (Grieks: ἔνδοξα) (meervoud van endoxon) is de naam die Aristoteles gaf aan de opvattingen die in een bepaalde subcultuur worden geaccepteerd.

## Algemeen
Volgens Aristoteles komt kennisontwikkeling voort uit zintuiglijke informatie en vormt dit naast het gedachtegoed van voorgaande denkers een goed startpunt voor verdere kennisontwikkeling. Aristoteles ging uit van de kenbaarheid van de wereld om ons heen: wanneer iemand serieus over een bepaald onderwerp heeft nagedacht, heeft degene in ieder geval een gedeelte van de waarheid gegrepen. Het woord endoxa is gerelateerd aan het Griekse woord ‘doxa’ (δόξα), dat in klassiek Grieks ‘mening’, ‘opinie’ of ‘opvatting’ betekent. In het dagelijks Grieks betekent het woord ook ‘bekend’. 
Een controversieel punt bij de interpretatie van endoxa, is de vraag of alle endoxa even belangrijk zijn. Volgens bepaalde commentatoren hebben endoxa betrekking op de geaccepteerde opvattingen van mensen die een bepaalde status in de maatschappij hadden (Irwin, 1988). Deze interpretatie houdt tevens in dat opvattingen van bepaalde groepen dus ook minder belangrijk zijn. Volgens commentatoren die deze mening niet delen (Smith, 1996 en 2003) is Aristoteles van mening dat wanneer er te veel opvattingen over een onderwerp bestaan, het afdoende is om de ‘sterkste’ opvattingen te betrekken in het onderzoek. Zo geeft Aristoteles bijvoorbeeld aan in zijn boek Ethica (I-4) dat mensen afhankelijk van hun situatie hun opvattingen over geluk bijstellen. Wanneer zij ziek zijn betekent geluk voor hen gezondheid. Wanneer zij arm zijn is rijkdom het ultieme geluk. Bij dergelijke onderwerpen is het niet nodig om de elke opvatting te onderzoeken.
Op drie relatief goed te onderscheiden manieren kunnen deze worden gebruikt binnen de wetenschappelijke methode – de dialectische methode - die Aristoteles hanteerde. 
Ten eerste is het belangrijk om te weten welke opvattingen iemand heeft wanneer je met diegene gaat discussiëren over een bepaald onderwerp. Wanneer je verder redeneert op basis van bepaalde opvattingen die een persoon niet accepteert, heeft de argumentatie (zelfs als deze logisch correct geschiedt) geen kracht. Dit aspect van het gebruik van de endoxa heeft een sterke overlap met retorica. Hierin worden de endoxa gebruikt om een sterkere basis te hebben om iemand te overtuigen. In deze zin is het ook geoorloofd om ‘foute’ endoxa van iemand te gebruiken om op basis hiervan verder te redeneren – en fouten aan te tonen - om wel tot geldige conclusies te komen. 
Ten tweede kunnen endoxa gebruikt worden als startpunt voor het vergaren van nieuwe kennis. Wanneer iemand goed nadenkt over een bepaald onderwerp, ging Aristoteles ervan uit dat de opvatting van deze persoon in ieder geval een gedeelte van de waarheid behelst. Volgens bepaalde interpretaties van het gebruik van endoxa in de dialectische methode is deze methode negatief van aard (Wilkinson, 2001). Door middel van een kritisch/analytisch onderzoek kun je analyseren welke endoxa tot inconsistenties leiden. Wanneer echter niet bewezen kan worden dat bepaalde endoxa tot inconsistenties leiden, is nog niet bewezen dat deze endoxa ook daadwerkelijk consistent zijn. Wel zorgt een gedegen onderzoek naar de verschillende (conflicterende) opvattingen ervoor dat een beter inzicht wordt verkregen in het onderwerp. Hierdoor is men beter in staat om de waarheid en fouten in die meningen te ontdekken. In deze zin kunnen de endoxa in de dialectische methode wel op een positieve manier worden gebruikt.
Ten derde zijn endoxa geschikt om de basisaannames waarop wetenschappelijke kennis is gebaseerd, te onderzoeken. Een basisaanname wordt ook wel ‘first principle’, axioma of postulaat genoemd). Deze basisaannames kunnen niet ‘bewezen’ worden via deductie. Wanneer deze basisaannames zelf ook gededuceerd moeten worden (met behulp van premissen die ook gededuceerd dienen te worden enz. enz.) zou dit tot een oneindige regressie of een cirkelredenering leiden. 
Hoe volgens Aristoteles gekomen kan worden tot zekere kennis over de waarheid van de basisaannames is niet geheel duidelijk. Er zijn commentatoren die stellen dat het gebruik van de endoxa in de dialectische methode de manier is om tot deze basisassumpties te komen (Owen, 1986). Het feit dat deze mening tot inconsistenties leidt bij Aristoteles wordt afgedaan met de opmerking dat Aristoteles zijn mening heeft bijgesteld en dat hij in zijn latere leven meer ‘kracht’ aan de endoxa heeft toebedeeld (Irwin, 1999). Aannemelijker lijkt de interpretatie dat de basisassumpties door een soort ‘intuïtieve inductie’ worden herkend en endoxa ‘slechts’ gebruikt worden om basisassumpties nader te onderzoeken (Smith, 1996 / Wilkinson, 2001 / Bowler, 2003). De basisassumpties kun je nergens uit afleiden (omdat zij juist voorafgaand zijn aan al het andere), waardoor het alleen mogelijk is om de mening van iemand over een basisassumptie te onderzoeken. Deze mening kun je wel aan een nauwkeurig filosofisch onderzoek blootstellen en onderzoeken of deze mening tot inconsistenties leidt. Op deze manier is de dialectische methode en het gebruik van endoxa daarbinnen een stap in de goede richting om te komen tot basisassumpties die gebruikt kunnen worden bij het verdere proces van  kennisvergaring.

## Verwante termen
- Adoxa: zaken die door het publiek als onbenullig en onbelangrijk worden gekwalificeerd
- Paradoxa: zaken die tegen de publieke opinie ingaan
- Amphidoxa: zaken die deels conform, deels tegen de publieke opinie zijn